# Ácido hipúrico
El ácido hipúrico (del griego hyppos, ‘caballo’; y ouron, ‘orina’) es un ácido orgánico encontrado en la orina de los caballos y otros herbívoros. Las altas concentraciones de este ácido pueden  también indicar una intoxicación con tolueno.
Cuando varios compuestos aromáticos como el ácido benzoico y el tolueno son mezclados, se convierten en ácido hipúrico por reacción con el aminoácido glicina. Justus von Liebig demostró en 1829 que el ácido hipúrico era diferente al ácido benzoico, y en 1839 fue determinada su constitución, mientras que en 1873 Victor Dessaignes lo sintetizó con la acción del cloruro de benzoílo con la sal de zinc de la glicina. También se puede formar el ácido a partir del calentamiento del anhídrido benzoico con glicina, y por el calentamiento de la benzamida con el ácido cloroacético.

## Síntesis
La síntesis moderna del ácido hipúrico se obtiene por acilación del cloruro de ácido cloruro de benzoílo con el aminoácido glicina
El ácido hipúrico cristaliza fácilmente en prismas rómbicos que son fácilmente solubles en agua caliente, funden a 187 °C y se descomponen alrededor de los 240 °C. Es hidrolizado fácilmente con álcalis cáusticos calientes produciendo ácido benzoico y glicina. El ácido nitroso lo convierte a ácido benzoilglicólico, C6H5C(=O)OCH2CO2H. Su etil éter reacciona con hidracina para formar hidracina hipuril, C6H5CONHCH2CONHNH2, compuesto usado por Theodor Curtius para la preparación de azida de hidrógeno.

## Uso medicinal
Un derivado del ácido hipúrico es el ácido para-aminohipúrico (PAH), que es usado en pruebas médicas renales. El PAH es filtrado completamente del plasma sanguíneo en los glomérulos y no son reabsorbidos por los túbulos, de forma similar a la inulina. La única diferencia con la inulina, es que una fracción del PAH que evita los glomérulos y entran a las células tubulares de las nefronas (a través de los capilares peritubulares) es secretada completamente. El aclaramiento renal del PAH se usa por ello para calcular el flujo de plasma renal (RPF), y que empíricamente es (1-hematocrito) veces el flujo sanguíneo renal. El aclaramiento del PAH sólo refleja el RPF a porciones del riñón que están involucrados con la formación de la orina, lo que supone una subestimación de un valor del RPF en torno al 10 %.

## Bioquímica

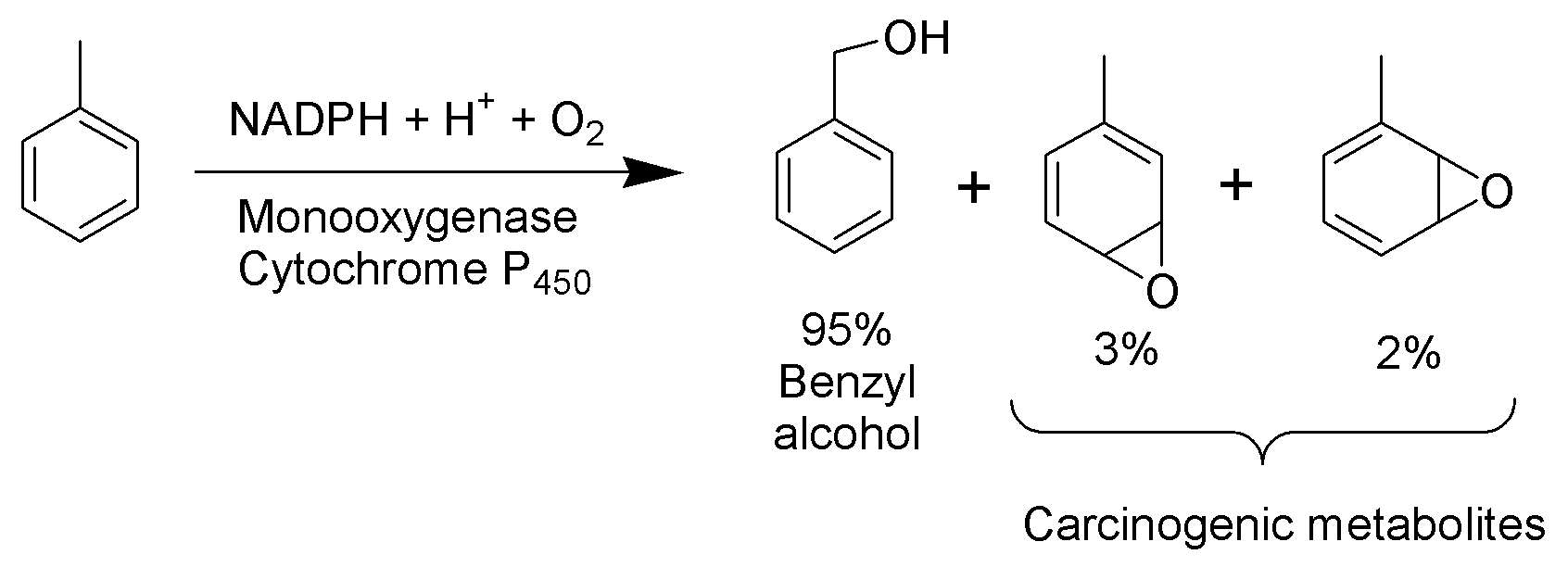
Metabolismo del tolueno.

Bioquímicamente, el ácido hippúrico se produce a partir del ácido benzoico por acilación directa de la glicina. Es uno de los dos conjugados de ácido benzoico producidos metabólicamente, el otro es el glucurónido. Ambos se eliminan del cuerpo a través de la orina. El ácido benzoico entra en el organismo por ingestión (el benzoato de sodio se usa como conservante) y por hidrólisis de agentes farmacéuticos como el benzoato de bencilo.

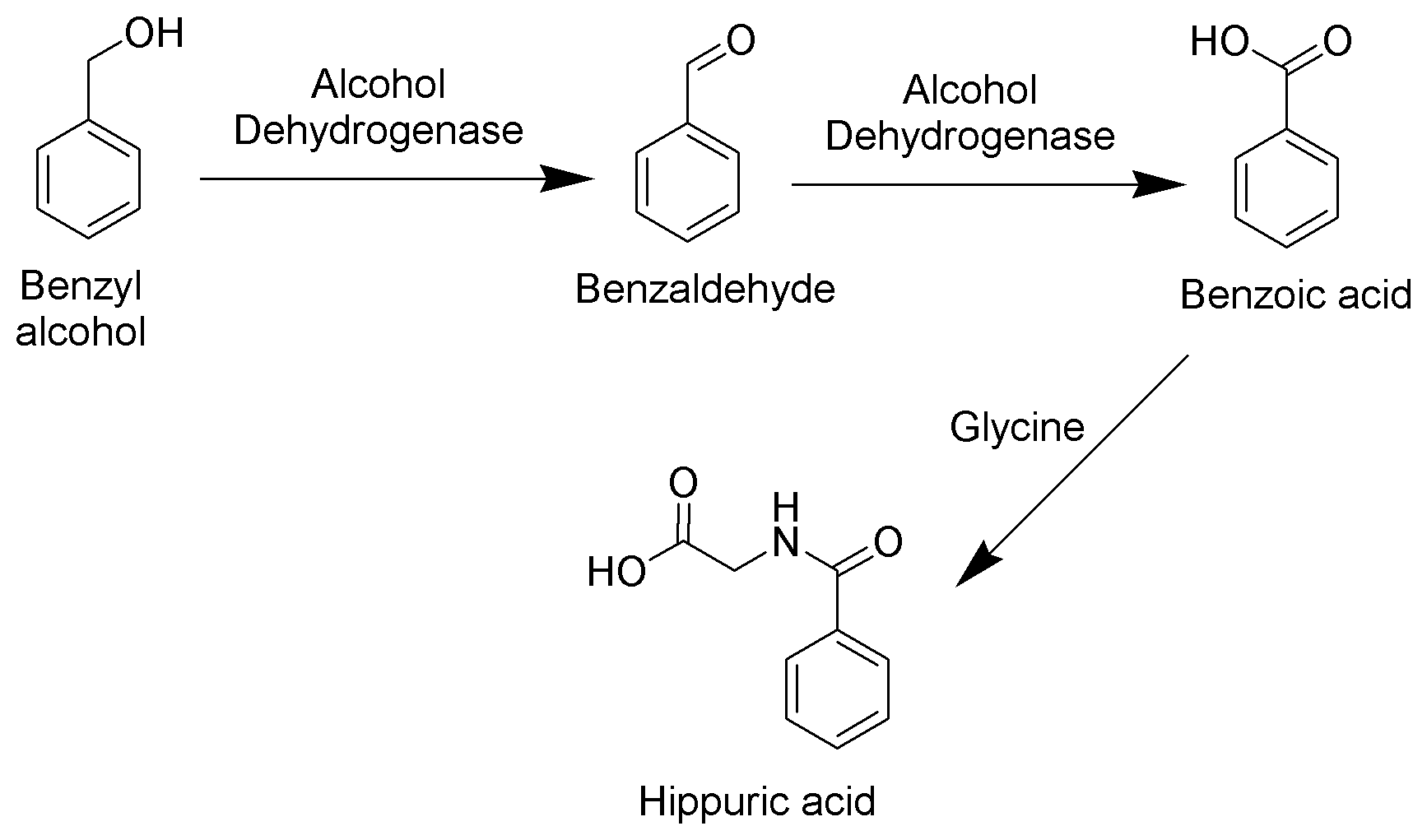
Metabolismo de diferentes derivados del ácido benzoico.

## Síntesis de oxazolonas
Las 5-(4H)-oxazolonas (también conocidas como azlactonas) son un tipo de moléculas bien conocido en química orgánica. Su descubrimiento data de finales del siglo XIX, concretamente de 1883, a cargo de J. Plöchl, aunque las primeras síntesis se realizaron diez años después por Erlenmeyer. La ruta sintética que aplicó Erlenmeyer consistía en la condensación entre un aldehído aromático y el ácido hipúrico, en presencia de anhídrido acético y una base, el acetato de sodio.
A continuación se esquematiza la síntesis de aminoácidos de Erlenmeyer-Plöchl, por etapas, del ácido hipúrico con benzaldehído como aldehído aromático, cuyo intermedio aislable (y estable) es un derivado de 2-feniloxazolona, que por un posterior tratamiento con calor, por reducción, se obtiene el aminoácido fenilalanina:
La reacción de síntesis de la oxazolona es estereoselectiva y produce únicamente el isómero Z. El rendimiento de estos productos derivados de oxazolona suele ser bastante bueno y son muy fáciles de purificar y cristalizar.
Sin embargo, esta síntesis plantea problemas cuando, en lugar de utilizar aldehídos aromáticos, se utilizan aldehídos alifáticos. Estudios posteriores aportaron modificaciones al método de Erlenmeyer-Plöchl a fin de poder sintetizar oxazolonas con sustituyentes alifáticos. Consisten en sustituir acetato de sodio por acetato de plomo(II) y en usar anhídrido acético exclusivamente. A pesar de todo, en algunos casos los rendimientos pueden seguir siendo bajos sin ninguna explicación aparente.